# OKC-3S

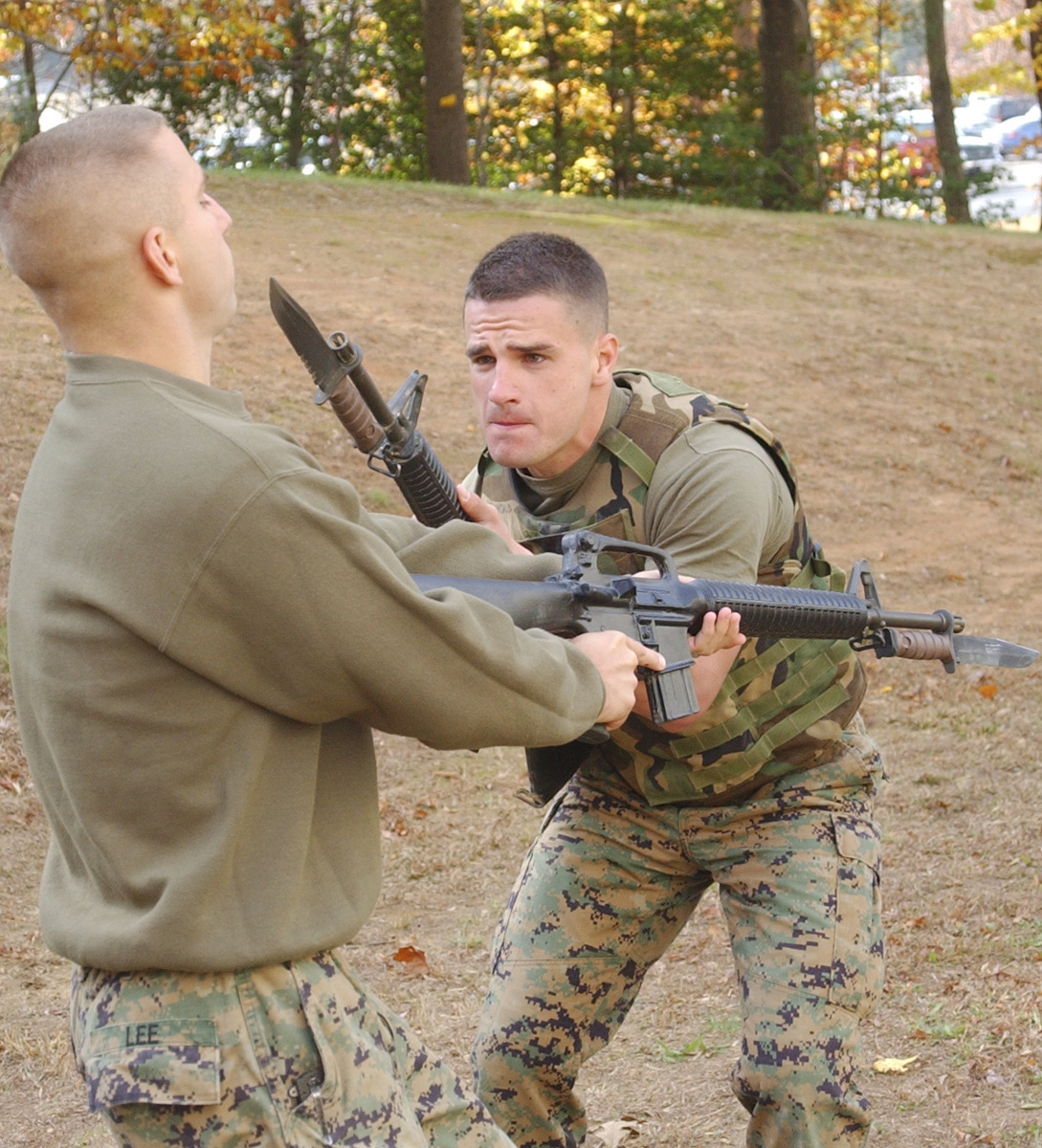
Отработка штыкового боя — Морская пехота США

OKC-3S — армейский штык-нож компании Ontario Knife Company. Принят на вооружение корпусом морской пехоты США в 2003 году. Предназначен для замены штыка модели М7 образца 1964 года и использования с различными модификациями автоматической винтовки М16. Первый контракт на поставку 5000 штыков модели OKC-3S (Ontario Knife Company — 3 Serrated) был подписан 13 декабря 2002 года. Штык выпускает единственная компания — Ontario Knife Company.

## Описание
OKC-3S имеет лезвие с традиционной для американских полевых ножей формой (clip point), изготовленное из углеродистой стали и закалённое до твёрдости в RC 53—58. Не теряет механической прочности при температурах от −31 до +57. Клинок покрыт антибликовым покрытием с серрейторной заточкой на протяжении 45 мм у основания нижней части лезвия. Обух клинка на протяжении 89 мм от острия — заточен. Рукоять и ножны этого штыка сделаны из полимерного материала Dynaflex. С обратной стороны в ножны данного штыка вмонтирован круглый керамический точильный камень, предназначенный для правки основного лезвия, точило для клинка закрыто в походном положении накладным брезентовым ремнём.

## Общие характеристики[2]
- Общая длина — 335 мм
- Длина клинка — 202 мм
- Ширина клинка — 36 мм
- Толщина клинка — 5 мм
- Вес без ножен — 400 г